# Björn Kumm
Björn Kumm, född 15 augusti 1938 i Stockholm, är en svensk journalist och författare. Han är son till Evert Kumm. 1966.  Då Björn Kumm arbetade på Aftonbladet, avslöjade han hemlig åsiktsregistrering som bedrivits av Säkerhetspolisen (SÄPO). Läckan var 22-åriga Ingrid Karlsson (numera Windahl) som nyss anställts på SÄPO.
Som ung journalist gjorde Kumm sitt livs scoop 1967, då var han en av få civila som bevittnade den döda kroppen av Che Guevara efter avrättningen av den fångade revolutionären. Kumm beskrev scenen den 11 november 1967, exklusivt för The New Republic. [1]